# دختر پین‌آپ (فیلم)
«پین آپ دختر» (انگلیسی: Pin Up Girl (film)) فیلمی در ژانر کمدی رمانتیک و موزیکال است که در سال ۱۹۴۴ منتشر شد. از بازیگران آن می‌توان به بتی گریبل، مارتا ری، جو ای براون، و یوجین پلت اشاره کرد.